# گل ایروپه
گل ایروپه (اسپانیایی: La Flor de Irupé‎) که در کشورهای انگلیسی‌زبان با عنوان تشنهٔ عشق به‌نمایش درآمد، یک فیلم درام پلیسی و اروتیکِ آرژانتینی است که در سال ۱۹۶۲ منتشر شد.

## داستان
سه سارق فراری بانک که در یک کلبه چوبی دورافتاده در کنار رودخانه‌ای پنهان شده‌اند، دختری بسیار زیبا و به‌ظاهر فرا زمینی را می‌بینند. آیا او واقعی است یا یک روح افسانه‌ای است که مردم محلی به او لقب «گل ایروپه» داده‌اند؟

## گزیدهٔ بازیگران
- لیبرتاد لبلانک
- لوئیس آلارکون
- اکتور پلگرینی
- ماریو آمایا
- آلبرتو بارسل